# أم روثة تحتاني
أم روثة تحتاني قرية سوريّة تتبع إداريّاً لمحافظة حلب منطقة جرابلس ناحية مركز جرابلس، بلغ تعداد سكانها 306 نسمة حسب التعداد السكاني لعام 2004.